# Paola Massarenghi
Paola Massarenghi  fue una compositora italiana nacida el 5 de agosto de 1565. Solo ha sobrevivido una de sus obras, Quando spiega l'insegn'al sommo padre. Fue impreso en el Libro de Madrigali cinque voci de Arcangelo Gherardini. La publicación se hizo en Ferrara en 1585, fue dedicada a Alfonso Fontanelli y, mientras los demás contribuyentes figuran en la dedicatoria, el compositor Giovanni Battista Massarenghi se quedó fuera. 
Massarenghi probablemente procedía de una familia acomodada, ya que fue capaz de obtener ayuda del Duque Ranuccio I Farnesio para conseguir una educación musical para su hermano menor, también compositor.